# Hildeprand longobárd király
Hildeprand, más néven Utprand (latinul: Hildebrandus vagy Hildeprandus), (700 körül – 744 után) longobárd társkirály 737-től, király 744-ben.
Liutprand király unokaöccseként született. Részt vett 734-ben Ravenna ostromában, és 737-től nagybátyjával együtt uralkodott. Önálló uralkodása alatt teljesen tehetetlennek bizonyult, ezért pár hónap után a longobárdok megfosztották a tróntól.

## Eredeti források
- Pauli Historia Langobardorum
- Origo Gentis Langobardorum